# Edward Sackville
Edward Sackville (1590 – 17 juillet 1652), 4e comte de Dorset, est un homme politique anglais.

## Biographie
Il est le fils de Robert Sackville (2e comte de Dorset) (1560/61-1609), 2e comte de Dorset, et Margaret Howard (vers 1560-1591). Il est le petit-fils de Thomas Sackville, 1er comte de Dorset, et le frère cadet de Richard Sackville (1589–1624), 3e comte de Dorset. Il naît en 1590, mais la date précise n'est pas connue. Avant mars 1612, il épouse Mary (v. 1586-1645), fille de sir George Curzon et Mary Leveson.
Il est l'un des commissaires de régence du royaume pendant le voyage de Charles Ier d'Angleterre en Écosse à l'été 1641. Il se montre être l'un des plus intrépides défenseurs de ce prince dans les guerres civiles qui suivirent. Il est un de ceux qui signent, en 1646, la capitulation d'Oxford.